# Artyleria polowa

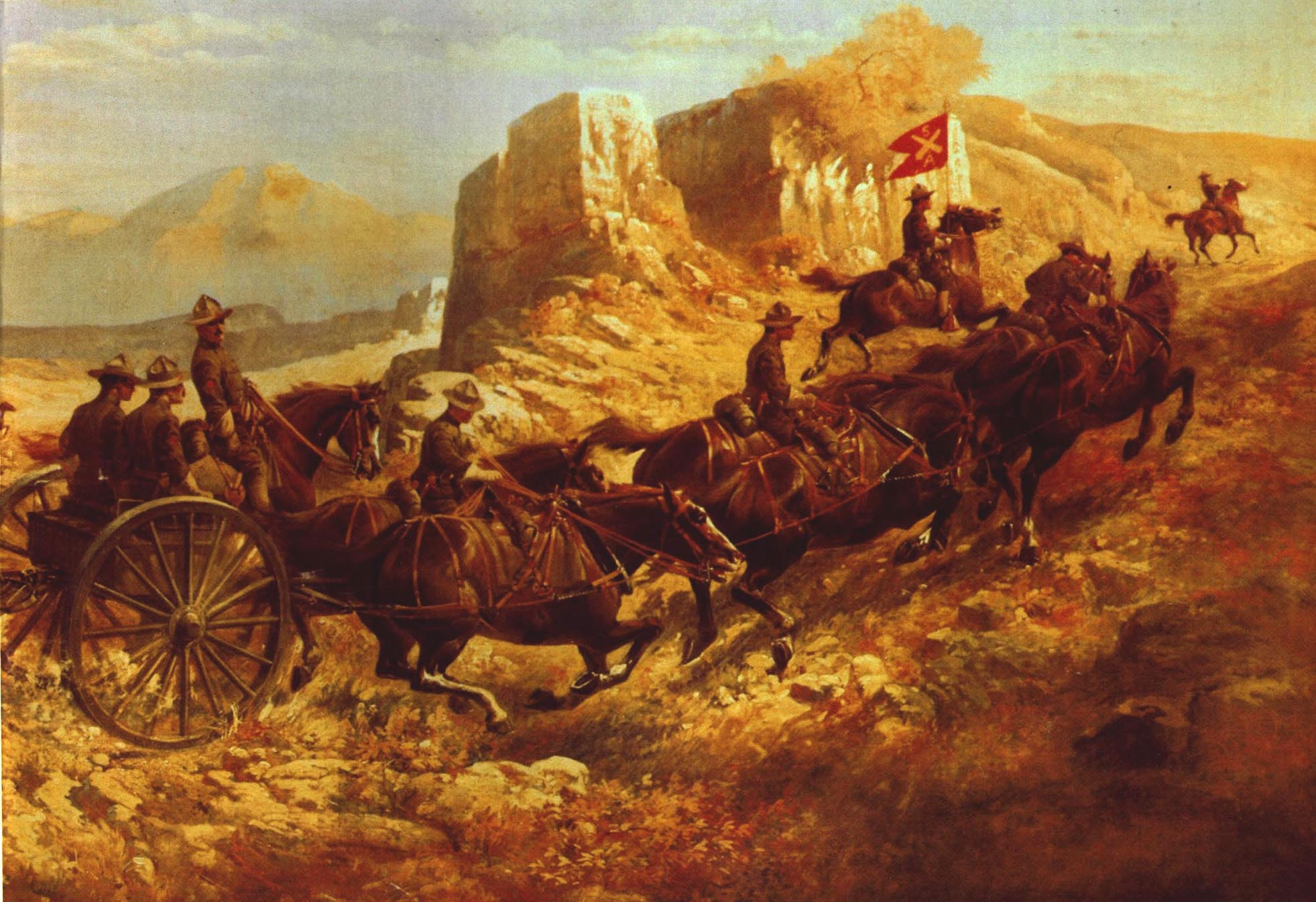
Jednostka amerykańskiej artylerii polowej, obraz z 1916 roku

Artyleria polowa – rodzaj artylerii naziemnej przeznaczonej do bezpośredniego wsparcia wojsk na polu walki. Dzieli się na artylerię organiczną, wchodzącą w skład pododdziałów, oddziałów i związków ogólnowojskowych oraz pancernych i artylerii odwodu naczelnego dowództwa, przeznaczoną do wzmocnienia artylerii organicznej.